# 张惠新
张惠新（1944年1月—），祖籍江苏海门，1965年11月加入中国共产党，1968年12月参加工作，原中国共产党中央纪律检查委员会副书记。中共第十四、十五届中纪委委员，第十六、十七届中纪委常委。
张1962年考入同济大学路桥系学习，在校期间加入中国共产党，1968年被分配到辽宁阜新矿务局运输部工作。1983年，张被任命为阜新市常务副市长，次年7月升任市长。1986年年底任阜新市委书记。
1989年1月，张调任上海市闸北区区委书记。1991年12月张升任上海市纪委副书记，1992年12月升任纪委书记。2002年1月，升任中纪委副书记。2012年11月退休。
| 中国共产党职务 | 中国共产党职务                                          | 中国共产党职务 |
| -------------- | ------------------------------------------------------- | -------------- |
| 前任： 张定鸿  | 中国共产党上海市纪律检查委员会书记 1992年12月-2002年1月 | 繼任： 罗世谦  |